# Джурджевданское восстание
Восстание Сански-Мост в мае 1941 года (также известное как Джурджевданское восстание (серб. Ђурђевдански устанак) или восстание крестьян Саны (серб. Побуна санских сељака) произошло недалеко от города Сански-Мост на территории Югославии, оккупированной странами Оси. Сербское население восстало против их угнетения режимом усташей, правителей Независимого государства Хорватия и сателлитов нацистов. Многие мирные жители погибли за три дня боевых действий.

## Введение
6 мая 1941 года, во время Джурджевдана славы, восточного православного праздника в честь Святого Георгия, восстание началось в деревнях Киево и Трамошня, продолжавшееся 3 дня. Это был первый эпизод враждебности к оккупационным силам.
Празднование Джурджевдана в Киево и Трамошне было встревожено усташами, что спровоцировало восстание местных сербов против усташей. Чтобы подавить восстание, усташи обратились за помощью к Германии. 7-8 мая в сёла прибыли немецкая пехота и артиллерия, которые взяли в заложники 450 сербских мирных жителей. К 8 мая 1941 года восстание было подавлено. Было убито много мирных сербов. Были ранены до 3 немцев и 2 усташей, в ответ на что 9 мая 1941 года 27 сербов были казнены. Их тела были повешены в центре Сански-Моста. В 1973 году их тела были похоронены в мемориале в Сушняре.

## Предыстория
Независимое государство Хорватия являлось марионеточным государством нацистской Германии и Италии. Оно было основано 10 апреля 1941 года из части Королевства Югославия, которая была оккупирована странами Оси. Независимое государство Хорватия поглотило большую часть нынешней Хорватии и Боснии и Герцеговины, а также часть Сербии .
Режим усташей был направлено против сербов, евреев, мусульман и цыган в рамках более широкой кампании геноцида. В Сански-Мосте официальные лица НГХ, включая Виктора Гутича, комиссара, подстрекали местных хорватов и мусульман к нападению на сербов. 23 апреля 1941 года Гутич приказал всем сербам и черногорцам, живущим в Боснийской Краине, которые родились в Сербии или Черногории, покинуть этот район в течение пяти дней. Этот указ, который был оглашён по радио и напечатан в газетах, был исполнен некоторыми местными хорватами и мусульманами. Были замешаны хорватский националистический политик Дидо Кватерник и хорватский фашистский диктатор Анте Павелич. Исходя из того, что Джурджевдан, также известный как день гайдук (бандитов), был одним из собраний сербских повстанцев, усташи напали на известных сербских мирных жителей.

## 6 мая
Угнетение режимом усташей сербов вызвало стихийное сопротивление гражданского населения, которое переросло в вооруженные восстания в деревнях к юго-востоку от Сански-Моста.
6 мая 1941 года военные действия были спровоцированы усташами (в основном мусульманами), которые ворвались в дома сербских мирных жителей в Киево и Донья-Трамошня. В Трамошне сгорело несколько домов. Группа из примерно двадцати сербских мирных жителей, большинство из которых не имели огнестрельного оружия, предотвратила поджоги других домов. До шести усташей были ранены. К сербским мирным жителям присоединились бывшие члены резервных воинских частей и жители деревни Сьенокоши. Гражданские сербы прогнали усташей, которые бежали в Киево и Сански-Мост, и попросили помощи у немецкого гарнизона в Приедоре.

## 7 мая
Утром 7 мая 1941 года власти усташей заключили в армейские казармы на вокзале нескольких известных сербских граждан. Население предупредили, что они будут казнены, если кому-то из усташей или солдат немецкой армии будет причинен вред. Один из усташей, местный лесничий, мог умышленно ранить себя, а затем сообщил властям усташей в Сански-Мост, что на него напали и ранили сербские гражданские лица.
Немцы прислали разведывательный патруль, состоящий из одного взвода. 42 солдата 1-го батальона 132-й пехотной дивизии, дислоцированных в Приедоре, прибыли 7 мая 1941 года. Вместе с усташами и жандармами они преследовали восставших сербских мирных жителей. Рано утром 7 мая 1941 года усташи убили трех сербских мирных жителей в Сански-Мосте.
Сербское гражданское население, воодушевлённое достигнутым накануне успехом, оказало сопротивление. Сербы из Баня-Луки, Приедора и Сански-Моста отправились в Трамошню, чтобы присоединиться к борьбе. Их было около 200 человек, они были вооружены винтовками разных типов, одним пулеметом и одним автоматом. Они разместили свои силы в Киево и Томине. Гражданские сербы из Киево, Видовичей, Трамошни, Козицы и других соседних мест быстро заняли оборонительные позиции на склонах Киевской Горы над Сьенокосом. Они сопротивлялись атаке стран Оси. В этом бою трое немецких солдат были ранены.

## 8 мая
Рудольф Синтцених, генерал и командир 436-го пехотного полка 132-й пехотной дивизии приказал 3-му батальону 436-го пехотного полка войти в 2 часа ночи. Их маршрут пролегал из Баня-Луки в Сански-Мост через Приедор. 3-м батальоном командовал Хенигс. Одна рота 132-го пионерного батальона ехала на велосипеде, а одна моторизованная батарея из Костайницы присоединилась к силам Хенига.
8 мая 1941 года немецкие войска были усилены мотопехотой из Босански-Нови и батареей из двух пушек из гарнизона артиллерийской дивизии в Приедоре. Перед стрельбой немцы захватили 450 сербов. Между 8 и 11 часами утра немецкие войска выпустили 38 гранат из двух пушек, расположенных в Чапле, убив несколько десятков сербов. После артобстрела Трамошня и Кижевска Гора (гора недалеко от Киево) немецкие войска двинулись к деревням Томина, Подовы и Козица.
Восстание было подавлено 8 мая 1941 года. Немцы и усташи сожгли все дома в деревушке Сенокосе в Киево. Многие сербские мирные жители были схвачены безоружными, бросив оружие. Сербские мирные жители Томины были освобождены после вмешательства итальянского солдата, однако немецкие войска переправили около тридцати сербских военнопленных из района Томина в Сански-Мост, хотя они не принимали индивидуального участия в боевых действиях.

## Последствия

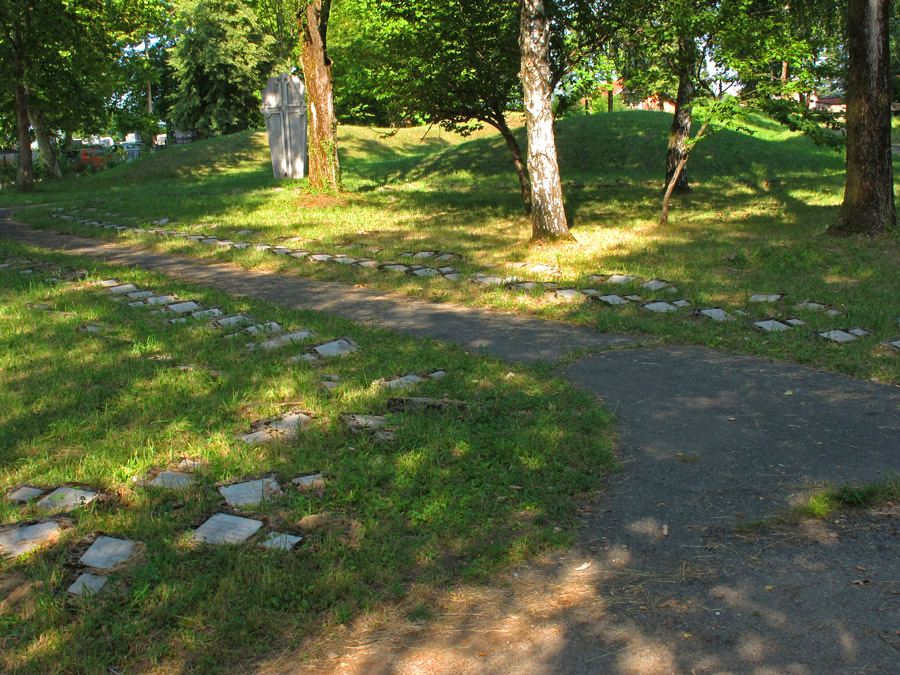
Мемориальный комплекс в Шушняре

9 мая 1941 года немцы убили 27 мирных сербов. Евреев и гражданских сербов заставили повесить тела в центре Сански-Моста, которые продолжали висеть два дня.
В конце мая 1941 года Гутич сказал: «Дороги будут желать сербов, но сербов больше не будет». Он объявил о дальнейших мерах по уничтожению всех сербских мирных жителей и восстание в июне 1941 года в Восточной Герцеговине предшествовало всеобщему восстанию, организованному Коммунистической партией Югославии.
До конца июля 1941 года большинство руководителей Дурдевданского восстания прятались в лесной местности недалеко от Кмечаней и планировали свои следующие действия. Угнетение и преследование сербов и евреев усташами в ответ на Джурджевданское восстание продолжалось.
После краха NDH в 1945 году Гутич бежал в Австрию и Италию. В Венеции его узнали, арестовали и отправили в лагерь в Гротталье. В начале 1946 года его экстрадировали в Югославию, а в Сараево приговорили к смертной казни. 20 февраля 1947 года он был казнён в Баня-Луке.
В 1971 году останки сербов, убитых во время восстания, были перезахоронены в Мемориальном комплексе в Шушняре. В июле 2003 года комплекс был обновлён и объявлен национальным памятником Боснии и Герцеговины.